# Конфедерация шашек Бразилии
Конфедерация шашек Бразилии (порт. Confederação Brasileira de Damas CBD) — спортивная федерация Бразилии. Входит в Панамериканскую конфедерация шашек (PAMDCC) и Всемирную федерацию шашек (FMJD). Федерация была основана 23 апреля 1967 года в Рио-де-Жанейро. С 1975 года входит в состав Всемирной федерации шашек. Также называлась Confederação Brasileira de Jogo de Damas (CBJD) и Liga Brasileira do Jogo de Damas (LBD).
Проводит чемпионаты страны по международным шашкам, бразильским шашкам (среди мужчин и среди женщин).
Федерация организовывала турниры чемпионатов мира по шашкам-64 (1987, 1989, 1993, 1996,1999, 2002, 2004, 2008) и чемпионатов Америки по международным шашкам.
Наиболее титулованные спортсмены: пятикратный чемпион Америки Аллан Игорь Морено Силва (международные шашки), чемпион мира Лоуривал Мендес Франса (бразильские шашки), многократные чемпионы страны Хосе Мария Силва Фильо, Аугусто Карвальо (бразильские шашки), Лелио Маркос Лузес Сарседо.
В первой половине 70-х годов распространялся периодический журнал «Диагональ» под техническим руководством Рикардо Эрминио Ферреро, который впоследствии стал президентом CBJD.

## Президенты
Конфедерацию возглавляло несколько президентов:
- с 1967 - Мурило Португал;[3]
- с 1975 - Убиратан Фигейредо;[3]
- с 1980 - Рикардо Эрминио Ферреро;[3]
- ? до 2017 Лелио Маркос Лузес Сарседо.[4]
- Лукас Оливейра Массола